# Velestino
Velestino (griechisch Βελεστίνο (n. sg.)) ist eine Kleinstadt in der griechischen Region Thessalien. Sie ist der Sitz der Gemeinde Rigas Fereos und liegt in den Hügeln, die die südöstliche Thessalische Ebene begrenzen auf einer Höhe von 120 m über dem Meer. Velestino befindet sich 17 km westlich von Volos und 40 km südöstlich von Larisa. Sie verfügt über eine Bahnstation der Regionalbahn von Larisa nach Volos und diente ehedem als Anschluss für Volos an die E.O. 1. Heute verläuft die Trasse der A 1 (Athen – Larisa – Thessaloniki) östlich der Stadt. Der Griechische Schriftsteller und Revolutionär Rigas Feraios wurde 1757 in Velestino geboren. Traditionell siedelten Aromunen in Velestino.

## Geschichte
Unter osmanischer Herrschaft war Velestino Sitz einer Kaza im Sandschak Tirhala.
1881 wurde Velestino zusammen mit dem ganzen Gebiet von Thessalien durch den Vertrag von Berlin (1878) an Griechenland abgetreten.
Die Schlacht von Velestino während des Türkisch-Griechischen Krieges 1897 wurde in der Gegend des Ortes ausgetragen.

## Persönlichkeiten
- Rigas Velestinlis (1757–1798), Schriftsteller und Revolutionär